# سعدي كارنو (رئيس فرنسي)
ماري فرانسوا سعدي كارنو(بالفرنسية: Marie François Sadi Carnot)‏ ـ (11 أغسطس 1837 ـ 25 يونيو 1894) سياسي فرنسي، هو ابن السياسي إيبوليت كارنو، وحفيد العالم والسياسي والقائد الثوري لازار كارنو، وابن شقيق الفيزيائي سعدي كارنو، أحد مؤسسي علم الديناميكا الحرارية. في سنة 1887 صار كارنو الرئيس الرابع للجمهورية الفرنسية الثالثة، وظل في منصبه حتى اغتياله عام 1894. اغتيل على يد لا سلطوي إيطالي إسمه كاسيريو، ودفن في مقبرة العظماء بباريس (البانتيون).

## معرض صور

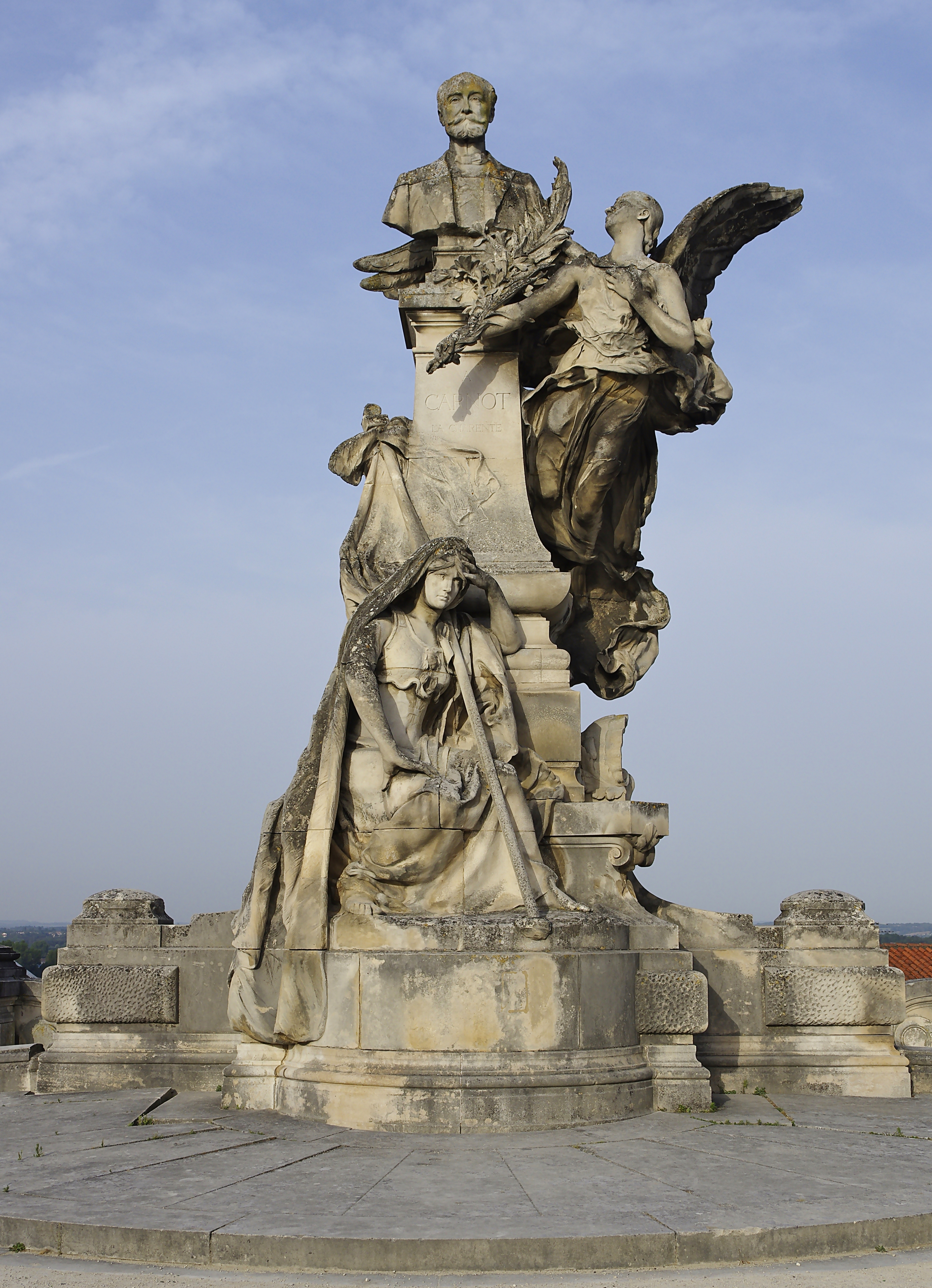
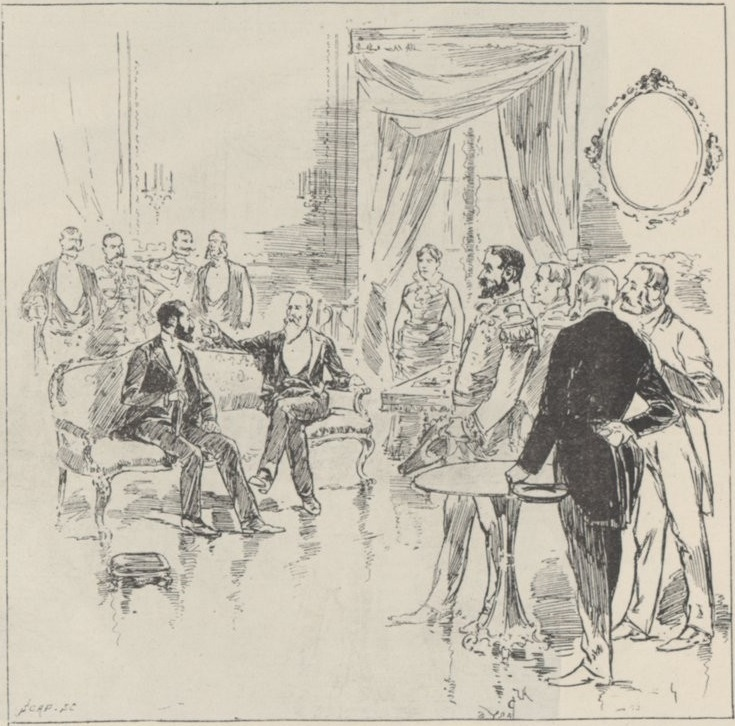
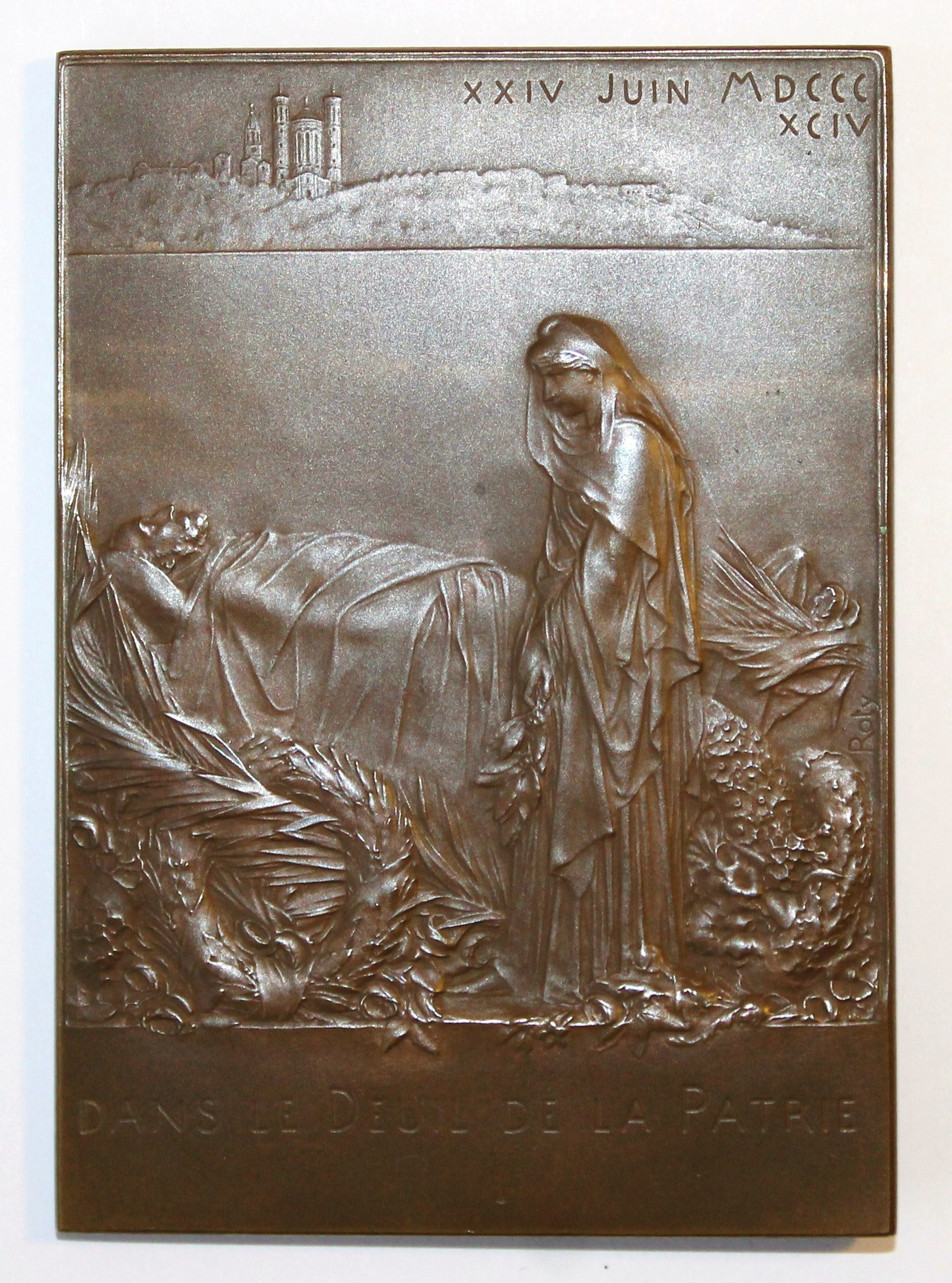
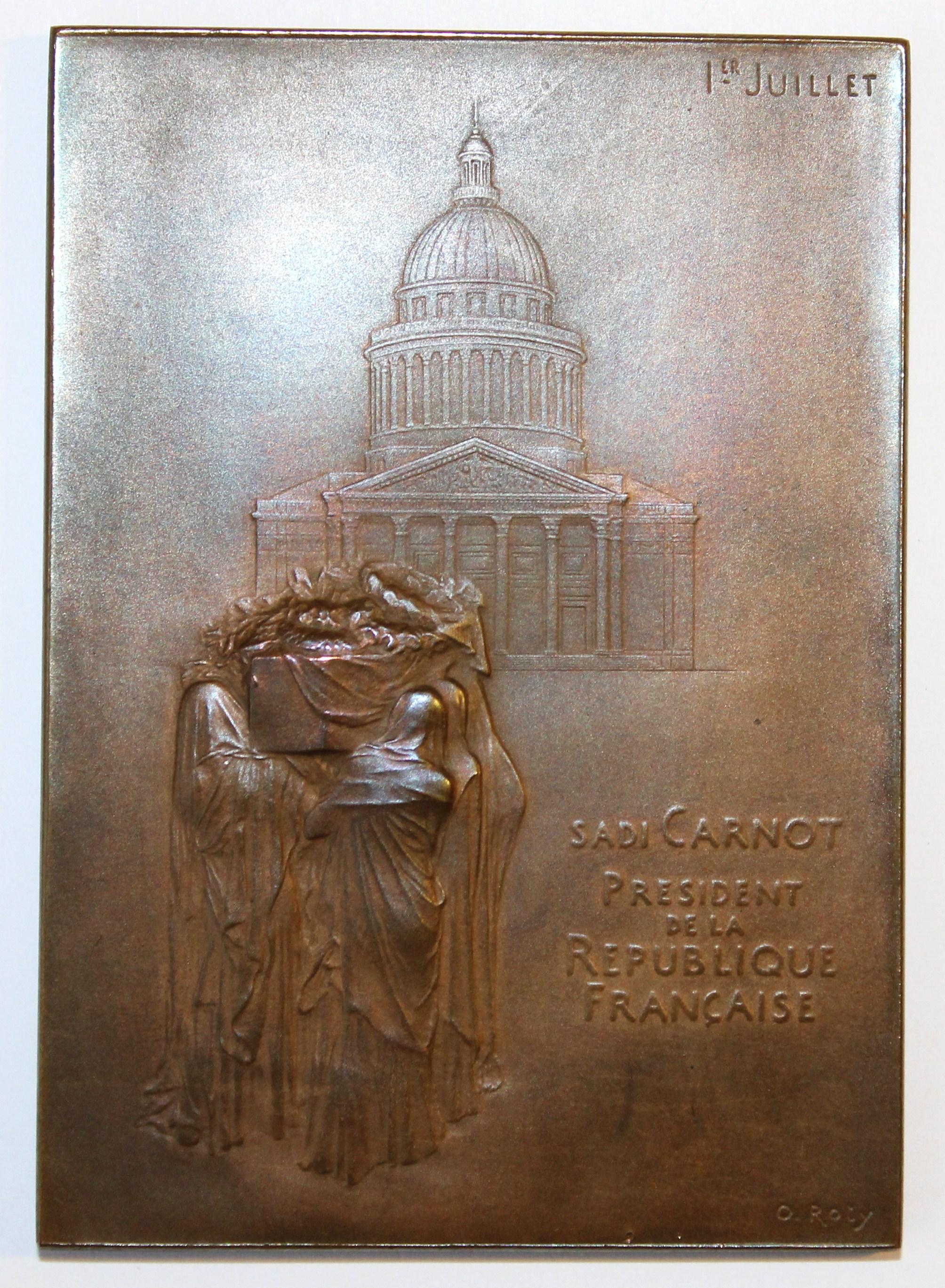